# لا ورنل
لا ورنل (به فرانسوی: La Vernelle) یک کمون در فرانسه است که در اندر واقع شده‌است. لا ورنل ۱۷٫۰۸ کیلومتر مربع مساحت و ۷۸۱ نفر جمعیت دارد و ۸۱ متر بالاتر از سطح دریا واقع شده‌است.